# خشخاش قليل
الخشخاش القليل (باللاتينية: Papaver minus) هو نوع نباتي ينتمي إلى جنس الخشخاش من الفصيلة الخشخاشية.

## الموئل والانتشار
موطنه بلاد الشام وسيناء وتركيا وأرمينيا.

## مرادفات للاسم العلمي
- الاسم العلمي السابق (باللاتينية: Closterandra minor Bél.)
- (باللاتينية: Closterandra minor Bél.)
- (باللاتينية: Papaver belangeri Boiss., nom. illeg.)
- (باللاتينية: Papaver argemone subsp. belangeri Takht.)
- (باللاتينية: Papaver argemone subsp. minus (Bél.) Kadereit)
- (باللاتينية: Papaver desertorum Grossh.)
- (باللاتينية: Papaver virchowii Boiss.)